# Crataegus flava
Crataegus flava är en rosväxtart som beskrevs av Soland. och William Aiton. Crataegus flava ingår i Hagtornssläktet som ingår i familjen rosväxter. Inga underarter finns listade i Catalogue of Life.